# L'Île (L'Ultime Chimère)
Pour les articles homonymes, voir L'Île.
L’Île est le deuxième tome de la série de bande dessinée L'Ultime Chimère, écrit par Laurent-Frédéric Bollée et dessiné par Griffo, Brice Goepfert et Philippe Aymond, paru le 10 septembre 2008.

## Analyse
Ce deuxième épisode a été écrit au printemps 2006.
Brice Goerpfert a réalisé ses vingt-neuf premières planches en deux mois, de juillet à août 2006, sans oublier qu’il a également réalisé tous les lettrages.

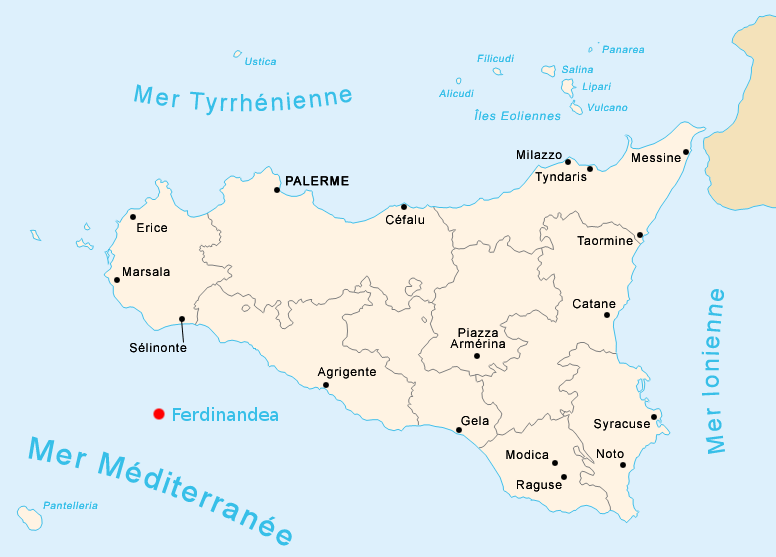
Carte de localisation de l’île Ferdinandea qui inspira l’auteur pour sa série, notamment le second tome

Cet album est inspiré d’un article publié sur le site internet de Libération consacré à l’île Ferdinandea, qui ressurgit soudainement dans la Méditerranée :

« En mars 2001, le sommet de l’Île Ferdinandea se trouvait à 8 m de profondeur. Nous avons effectué un nouveau contrôle et nous nous sommes rendu compte qu’il était remonté à moins de 6 m de la surface » y explique un certain Domenico Macaluso, inspecteur honoraire des biens culturels pour la région Sicile. Un peu plus loin, Eric Jozsef, l’auteur de l’article, rappelle la dimension historique de l’îlot : « aperçue à la mi-juillet 1831 par des marins siciliens rentrant de la pêche, la terre surgit des flots en quelques jours. L’île va atteindre en moins d’un mois 4,8 km de circonférence et 63 m de hauteur en son point culminant. Commence alors une querelle entre grandes puissances maritimes. Dès le 2 août, le capitaine Humphrey Senhouse, arrivé de Malte, débarque et y plante le drapeau britannique. Quinze jours plus tard, le monarque des Deux-Siciles, Ferdinand II, envoie à son tour une embarcation et intègre l’île dans son royaume, la baptisant du nom de Ferdinande. Lorsque le Français Derussat débarque à la fin septembre, le volcan, battu par les flots, a déjà entrepris son retour aux abîmes. Le périmètre de l’île ne dépasse plus, alors les 700 m. Depuis Noël 1831, l’île Ferdinande est immergée entre 10 et 25 m de profondeur… »

— Libération
Le scénariste reprend cette histoire en conservant ses principaux éléments, mais en écartant la rivalité anglo-italienne pour inventer de toutes pièces la présence des Français sur place, afin qu'elle soit en rapport avec des soldats de Napoléon.

### Clin d’œil
L.F. Bollée emprunte le nom du correspondant de Libération pour son personnage Emma Jozsef, la cartographe.